# Monarchia parlamentarna

Monarchie parlamentarne oznaczono kolorem ciemnozielonym, monarchie konstytucyjne kolorem jasnozielonym

Monarchia parlamentarna – forma ustroju politycznego, w którym głową państwa jest monarcha, współdzielący władzę z parlamentem. Jest formą rządów, w której uprawnienia monarchy i parlamentu są ściśle określone przepisami prawa. Monarchia parlamentarna jest odmianą monarchii konstytucyjnej.
W większości współczesnych europejskich monarchii parlamentarnych kompetencje monarchy są ograniczone do funkcji reprezentacyjnych, a realną władzę sprawuje demokratycznie wyłaniany parlament i rząd, na którego czele stoi premier. W ten sposób takie państwo de facto nabiera cech republiki demokratycznej, a monarchiczna forma rządów staje się tu jedynie dekoracją. Obowiązuje zasada rex regnat, sed non gubernat – „król panuje, ale nie rządzi”. Do państw europejskich z monarchią parlamentarną, gdzie parlament posiada większą władzę od monarchy, należą: Wielka Brytania, Hiszpania. Do państw europejskich, w których istnieje odwrotna relacja, należą: Liechtenstein i Monako.
Pozycję monarchy wzmacnia fakt, że nie pochodzi z wyborów i jest niezależny od polityków i obywateli. Zgodnie z tradycją monarcha po namaszczeniu podczas koronacji odpowiada jedynie przed Bogiem. Długi okres panowania wzmacnia autorytet monarchy. Monarcha formalnie pełni funkcje reprezentacyjne i honorowe, ale może on wywierać „zakulisowy wpływ”. W monarchiach demokratycznych monarchowie zachowują apolityczność, stają się symbolem jedności państwa i narodu.
Ustrój ten zaczął się po raz pierwszy kształtować w Anglii, poczynając od przyjęcia Magna Carta w 1215 r. przez okres wojen domowych w XVII wieku aż po objęcie władzy przez dynastię Stuartów. Chcąc uchronić się przed próbami przywrócenia absolutyzmu, parlament uchwalił ustawę, na mocy której nikogo nie można aresztować bez nakazu sądowego i przedstawienia mu zarzutów. W wydanej w 1689 r. Deklaracji praw narodu angielskiego ostatecznie określono zakres władzy monarchy i parlamentu. Odtąd o armii i finansach państwa samodzielnie decydował parlament. Ustrój ten stopniowo dalej ograniczał władzę królewską aż do stanu współczesnego.

## Lista monarchii parlamentarnych
Monarchie oznaczone gwiazdką (*) to państwa lub dependencje koronne w unii personalnej ze Zjednoczonym Królestwem Wielkiej Brytanii i Irlandii Północnej.

### Europa
- Belgia
- Dania
- Guernsey*
- Holandia
- Hiszpania
- Jersey*
- Luksemburg
- Wyspa Man*
- Norwegia
- Szwecja
- Wielka Brytania

### Ameryka Północna
- Antigua i Barbuda*
- Bahamy*
- Belize*
- Grenada*
- Jamajka*
- Kanada*
- Saint Kitts i Nevis*
- Saint Lucia*
- Saint Vincent i Grenadyny*

### Australia i Oceania
- Australia*
- Nowa Zelandia*
- Papua-Nowa Gwinea*
- Tuvalu*
- Wyspy Salomona*

### Azja
- Japonia
- Malezja